# Aldo Bobadilla
Aldo Antonio Bobadilla Ávalos (Pedro Juan Caballero, 20 aprile 1976) è un allenatore di calcio ed ex calciatore uruguaiano naturalizzato paraguaiano, di ruolo portiere, tecnico dello Sportivo Ameliano.

## Statistiche

### Cronologia presenze e reti in nazionale
| Cronologia completa delle presenze e delle reti in nazionale ― Paraguay | Cronologia completa delle presenze e delle reti in nazionale ― Paraguay | Cronologia completa delle presenze e delle reti in nazionale ― Paraguay | Cronologia completa delle presenze e delle reti in nazionale ― Paraguay | Cronologia completa delle presenze e delle reti in nazionale ― Paraguay | Cronologia completa delle presenze e delle reti in nazionale ― Paraguay | Cronologia completa delle presenze e delle reti in nazionale ― Paraguay | Cronologia completa delle presenze e delle reti in nazionale ― Paraguay |
| Data                                                                    | Città                                                                   | In casa                                                                 | Risultato                                                               | Ospiti                                                                  | Competizione                                                            | Reti                                                                    | Note                                                                    |
| ----------------------------------------------------------------------- | ----------------------------------------------------------------------- | ----------------------------------------------------------------------- | ----------------------------------------------------------------------- | ----------------------------------------------------------------------- | ----------------------------------------------------------------------- | ----------------------------------------------------------------------- | ----------------------------------------------------------------------- |
| 15-10-1999                                                              | Città del Guatemala                                                     | Guatemala                                                               | 0 – 0                                                                   | Paraguay                                                                | Amichevole                                                              | -                                                                       |                                                                         |
| 8-11-2001                                                               | San Cristóbal                                                           | Venezuela                                                               | 3 – 1                                                                   | Paraguay                                                                | Qual. Mondiali 2002                                                     | -3                                                                      |                                                                         |
| 14-11-2001                                                              | Asunción                                                                | Paraguay                                                                | 0 – 4                                                                   | Colombia                                                                | Qual. Mondiali 2002                                                     | -4                                                                      |                                                                         |
| 28-4-2004                                                               | Incheon                                                                 | Corea del Sud                                                           | 0 – 0                                                                   | Paraguay                                                                | Amichevole                                                              | -                                                                       | 46’                                                                     |
| 23-1-2005                                                               | Los Angeles                                                             | Paraguay                                                                | 2 – 1                                                                   | Guatemala                                                               | Amichevole                                                              | -                                                                       | 46’                                                                     |
| 10-6-2006                                                               | Francoforte sul Meno                                                    | Inghilterra                                                             | 1 – 0                                                                   | Paraguay                                                                | Mondiali 2006 - 1º turno                                                | -                                                                       | 8’                                                                      |
| 15-6-2006                                                               | Berlino                                                                 | Svezia                                                                  | 1 – 0                                                                   | Paraguay                                                                | Mondiali 2006 - 1º turno                                                | -1                                                                      |                                                                         |
| 20-6-2006                                                               | Kaiserslautern                                                          | Paraguay                                                                | 2 – 0                                                                   | Trinidad e Tobago                                                       | Mondiali 2006 - 1º turno                                                | -                                                                       |                                                                         |
| 15-11-2006                                                              | Viña del Mar                                                            | Cile                                                                    | 3 – 2                                                                   | Paraguay                                                                | Amichevole                                                              | -3                                                                      |                                                                         |
| 28-3-2007                                                               | Bogotà                                                                  | Colombia                                                                | 2 – 0                                                                   | Paraguay                                                                | Amichevole                                                              | -2                                                                      |                                                                         |
| 2-7-2007                                                                | Barinas                                                                 | Stati Uniti                                                             | 1 – 3                                                                   | Paraguay                                                                | Coppa America 2007 - 1º turno                                           | -                                                                       | 54’                                                                     |
| 5-7-2007                                                                | Cabudare                                                                | Argentina                                                               | 1 – 0                                                                   | Paraguay                                                                | Coppa America 2007 - 1º turno                                           | -1                                                                      |                                                                         |
| 8-7-2007                                                                | Maturín                                                                 | Messico                                                                 | 6 – 0                                                                   | Paraguay                                                                | Coppa America 2007 - Quarti di finale                                   | -                                                                       | 3’                                                                      |
| 6-2-2008                                                                | San Pedro Sula                                                          | Honduras                                                                | 2 – 0                                                                   | Paraguay                                                                | Amichevole                                                              | -2                                                                      |                                                                         |
| 18-6-2008                                                               | La Paz                                                                  | Bolivia                                                                 | 4 – 2                                                                   | Paraguay                                                                | Qual. Mondiali 2010                                                     | -4                                                                      |                                                                         |
| 11-2-2009                                                               | Lima                                                                    | Perù                                                                    | 0 – 1                                                                   | Paraguay                                                                | Amichevole                                                              | -                                                                       |                                                                         |
| 13-11-2009                                                              | Rouen                                                                   | Paraguay                                                                | 0 – 2                                                                   | Qatar                                                                   | Amichevole                                                              | -2                                                                      |                                                                         |
| 25-5-2010                                                               | Dublino                                                                 | Irlanda                                                                 | 2 – 1                                                                   | Paraguay                                                                | Amichevole                                                              | -2                                                                      |                                                                         |
| Totale                                                                  |                                                                         | Presenze                                                                | 18                                                                      |                                                                         | Reti                                                                    | -24                                                                     |                                                                         |

## Palmarès

### Giocatore

#### Competizioni nazionali
- Campionato paraguaiano: 4

Cerro Porteño: 2001, 2004
Libertad: 2006
Olimpia: 2011 (C)
- Campionato argentino: 1

Boca Juniors: Clausura 2006
- Campionato colombiano: 1

Ind. Medellín: 2009-II

#### Competizioni internazionali
- Coppa Libertadores: 1

Boca Juniors: 2007
- Recopa Sudamericana: 1

Boca Juniors: 2006